# Lisa Jardine

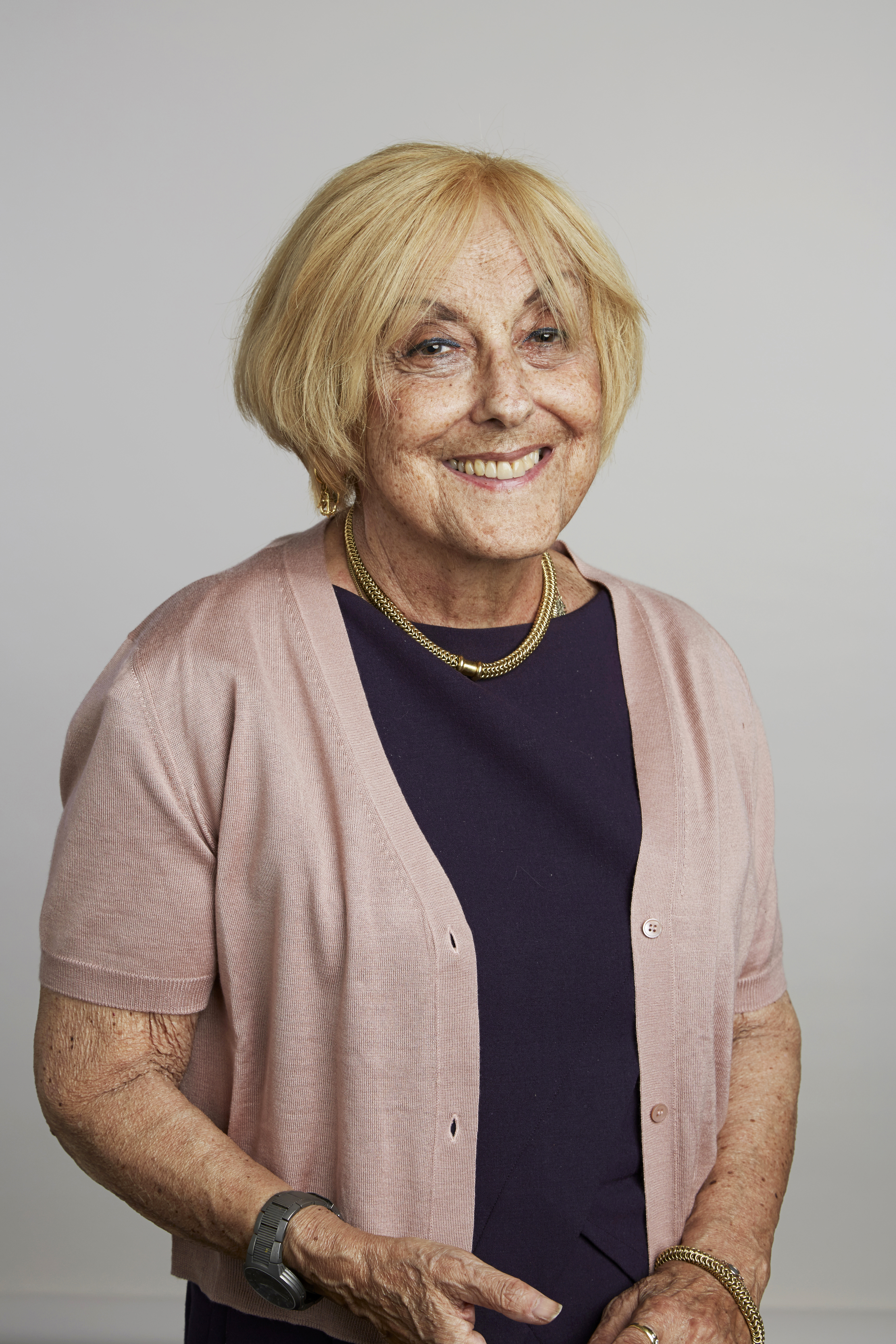
Lisa Jardine (Juli 2015)

Lisa Anne Jardine CBE (geboren 12. April 1944 in Oxford; gestorben 25. Oktober 2015 in London) war eine britische Historikerin und Publizistin.

## Leben
Lisa Anne Bronowski war die älteste Tochter des Wissenschaftlers und Publizisten Jacob Bronowski und der Bildhauerin Rita Coblentz. Nach einer Ehe mit dem Philosophen Nicholas Jardine war sie seit 1982 mit dem Architekten John Hare verheiratet und bekam zwei Söhne und eine Tochter.
Jardine besuchte das Cheltenham Ladies’ College sowie das Newnham College in Cambridge und studierte Literaturwissenschaft an der University of Essex. An der Universität Cambridge wurde sie mit einer Arbeit über Francis Bacon promoviert.
1990 wurde sie Professor für Renaissancestudien am Queen Mary College der University of London. 2011 wechselte sie an das University College London. Von 2008 bis Januar 2014 hatte sie den Vorsitz der Human Fertilisation and Embryology Authority inne.
Jardine publizierte bis 2008 siebzehn Bücher und fünfzig wissenschaftliche Artikel, viele ihrer Arbeiten als Mitverfasserin und Mitherausgeberin. Sie schrieb Beiträge für führende britische Zeitungen und war in Wissenschaftssendungen in Radio und Fernsehen präsent. Für ihr Buch Going Dutch erhielt sie 2009 den „Cundill Prize in History“ der McGill University, den höchstdotierten Preis für einen Historiker.
Jardine war Fellow der Royal Historical Society und Honorary Fellow des King’s College (Cambridge) und des Jesus College (Cambridge). Sie erhielt Ehrendoktortitel der University of St Andrews, der Sheffield Hallam University, der Open University und der University of Aberdeen. 2013 wurde sie zum ordentlichen Mitglied der Academia Europaea gewählt. 2015 wurde sie in die Royal Society gewählt.
2002 war sie die Vorsitzende der Juroren des Man Booker Prize; vorher war sie Jurorin 1996 beim Whitbread Prize for fiction, 1997 beim Orange Prize for Fiction, 1999 beim Guardian First Book Award und 2000 beim Orwell Prize.
Jardine kümmerte sich auch um das wissenschaftliche Erbe ihres Vaters und um dessen epochemachende Fernsehserie The Ascent of Man; 2014 wurde sein Archiv in Cambridge der Forschung geöffnet.

## Schriften (Auswahl)
- Francis Bacon: Discovery and the Art of Discourse. Cambridge University Press, 1974, ISBN 0-521-20494-1, PhD Cambridge.
- Still Harping on Daughters: Women and Drama in the Age of Shakespeare. Harvester Press, Sussex 1983.
- mit Graham Rees (Hrsg.): The Oxford Francis Bacon (OFB)
- mit Anthony Grafton: From Humanism to the Humanities. Education and the Liberal Arts in Fifteenth- and Sixteenth-Century Europe. Harvard University Press, Cambridge (Massachusetts) 1986, ISBN 0-674-32460-9.
- mit Julia Swindells: What’s Left?: Women in Culture and the Labour Movement. 1989
- Erasmus, man of letters. The Construction of Charisma in Print. Princeton, N.J.: Princeton University Press, 1993
- Reading Shakespeare Historically. Routledge, London/New York 1996.
- Worldly Goods: A New History of the Renaissance. Nan A. Talese, New York 1996.
  - Der Glanz der Renaissance : ein Zeitalter wird entdeckt. Aus dem Engl. von Anne Spielmann. List, München 1999.
- (Hrsg.): Erasmus: The Education of a Christian prince with the Panegyric for Archduke Philip of Austria. 1997
- mit Alan Stewart: Hostage to Fortune: The Troubled Life of Francis Bacon. Hill and Wang, New York 1998.
- Ingenious Pursuits: Building the Scientific Revolution. Nan A. Talese, New York 1999.
- mit Jerry Brotton: Global Interests: Renaissance Art Between East and West. Cornell University Press, Ithaca, N.Y. 2000.
- On a Grander Scale. The Outstanding Life of Sir Christopher Wren. HarperCollins, New York 2003, ISBN 0-06-019974-1.
- Jim Bennett, Michael Cooper, Michael Hunter, Lisa Jardine: London’s Leonardo: the life and work of Robert Hooke. Oxford University Press, 2003, ISBN 0-19-852579-6.
- The Awful End of Prince William the Silent: The First Assassination of a Head of State with a Handgun. Harper Perennial, 2007, ISBN 978-0-00-719258-8.
- Going Dutch: How England Plundered Holland’s Glory. Harper, New York 2008.